# 费树蛙属
费树蛙属(Feihyla )是无尾目树蛙科的一属动物。属名取自中国著名两栖动物学家费梁的姓氏，以纪念其对中国两栖动物研究的卓越贡献。
该属是从小树蛙属(Philautus)中划分出的一个属。

## 種類
截止2021年底，根据 Amphibian Species of the World 中的记录本属包含6种：
- 抚华费树蛙（Feihyla fuhua）
- 婆罗洲费树蛙（Feihyla inexpectata）
- 白耳费树蛙（Feihyla kajau）
- 白颊费树蛙（Feihyla palpebralis）
- 萨姆库斯费树蛙（Feihyla samkosensis）
- 侧条费树蛙（Feihyla vittata）